# 인텔740

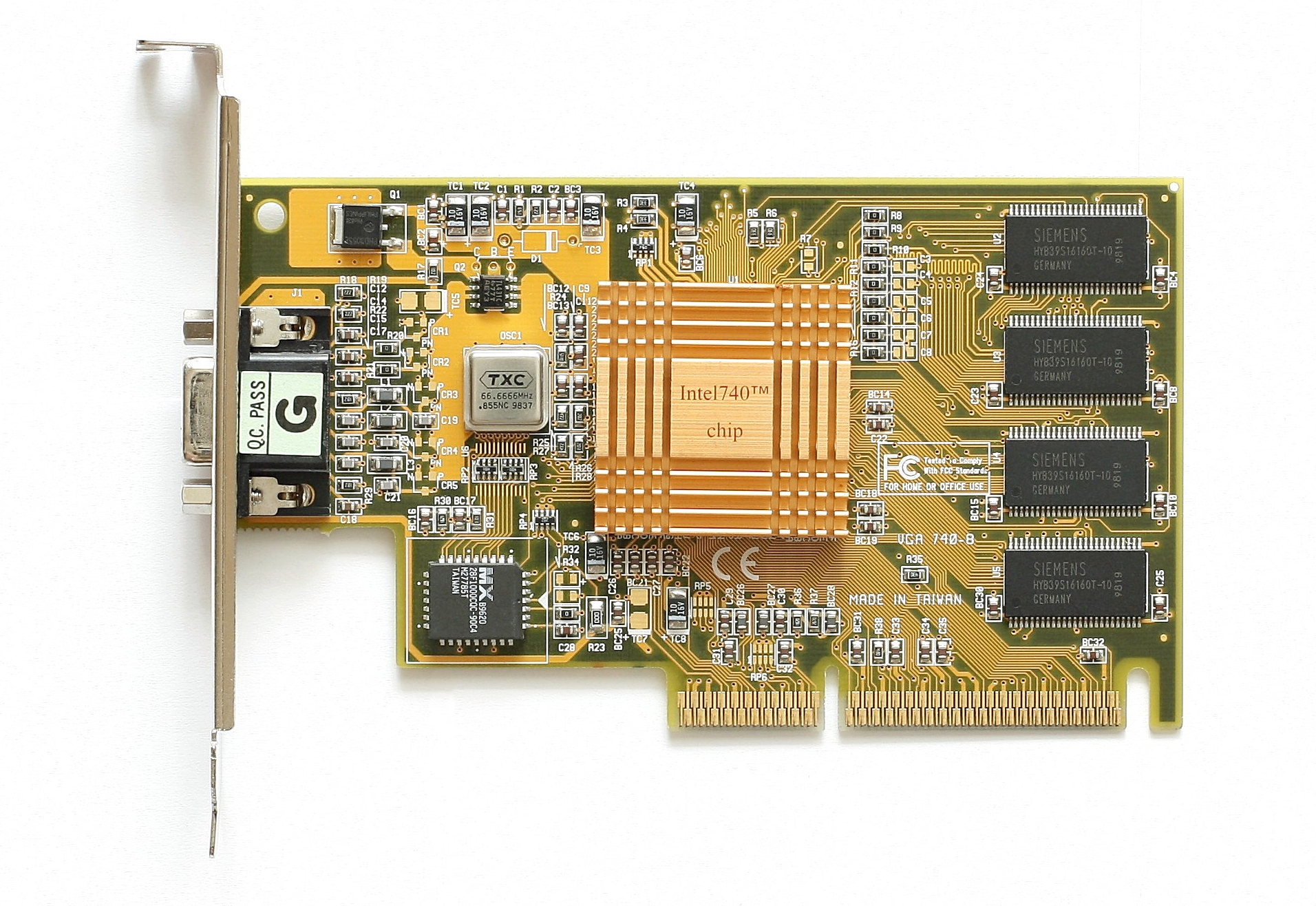
인텔740 AGP 카드

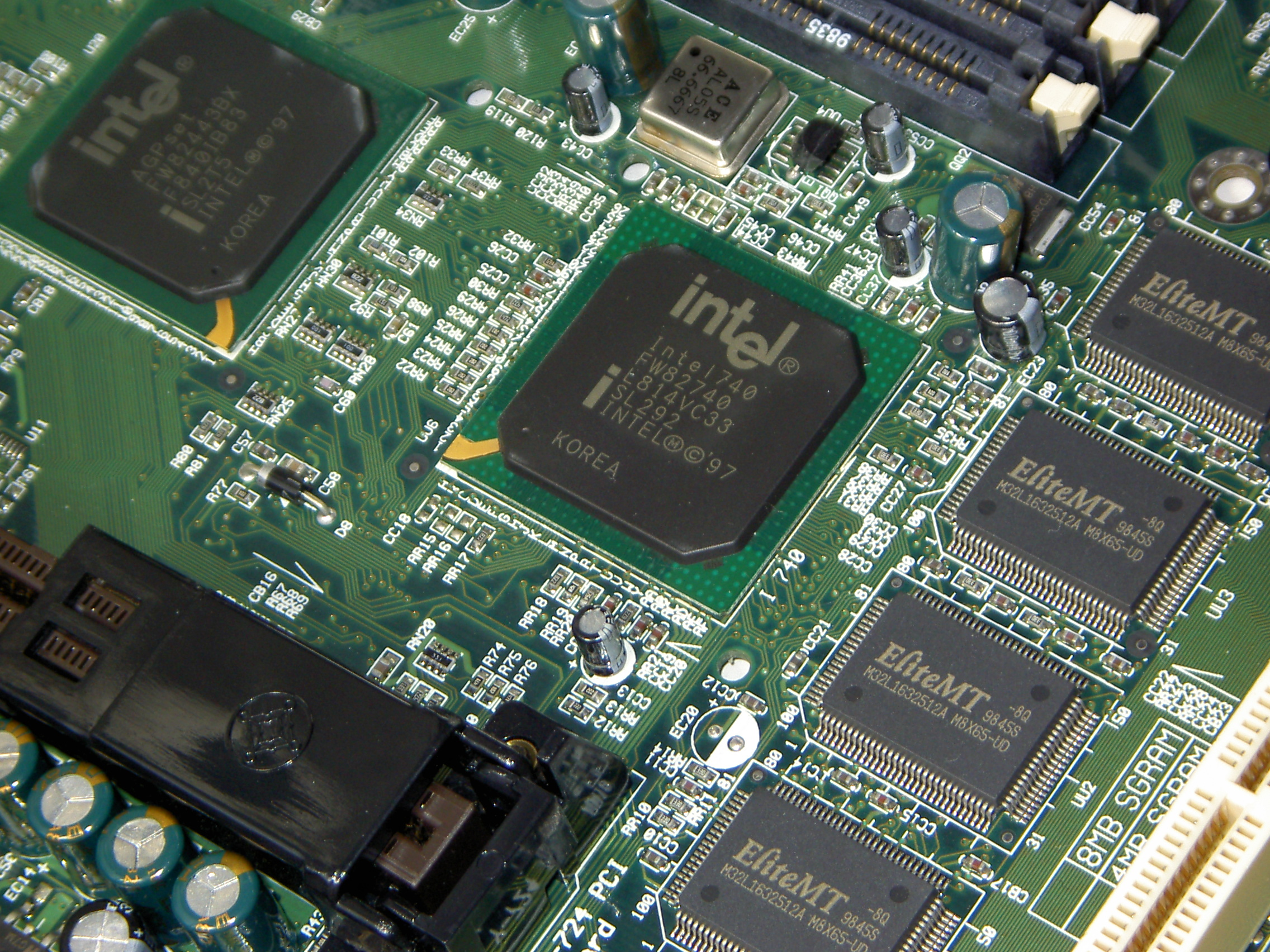
인텔 i740이 있는 메인보드.

인텔740(Intel740) 또는 i740(코드명: 오번/Auburn)은 1998년 인텔이 출시한, AGP를 사용하는 350 nm 공정 그래픽 처리 장치이다. 인텔은 AGP 포트를 대중화하기 위해 i740 사용을 희망하고 있었으나 대부분의 그래픽스 업체들은 여전히 PCI를 사용하고 있었다. 상당한 팡파르와 함께 출시되었으나 i740은 실망스러운 실성능을 보여주었으며 시장에 내놓은지 겨우 수개월 후 모습을 감추었다.(단, 한국에서는 상당수 판매되었음) 기술 중 일부는 인텔 GMA 형태로 남아있었으며 인텔이 제조한 그래픽스 프로세서의 개념은 인텔 HD 및 아이리스 그래픽스, 인텔 HD 및 아이리스 그래픽스의 형태로 남아있다.

## 역사
i740은 자신들의 비행 시뮬레이션 시스템의 일부인 GE 에어로스페이스에서 시작한 기나긴 역사를 지니고 있으며, 이는 아폴로 우주비행사들의 사령선과 달 착륙선 도킹 훈련을 위해 사용된 아폴로 계획 비주얼 도킹 시뮬레이터(Visual Docking Simulator)를 제조한 것으로 유명하다. GE는 1992년 항공우주 부문을 마틴 매리에타(Martin Marietta)에 판매했으며 이는 잭 웰치가 GE의 규모를 과감히 줄이려는 노력의 일환이다. 1995년, 마틴 매리에타는 록히드에 병합되어 록히드 마틴이 탄생하였다.
1995년 1월, 록히드 마틴은 자신들의 부서를 재조정한 다음 일반 시장에 3차원 경험을 도입하기 위해 Real3D를 설립하였다. Real3D는 수많은 아케이드 게임 보드(모델 2, 모델 3)를 사용한 세가 게임스에 칩셋과 디자인 전반을 제공하면서 초기 성공을 거두었다. 이들은 PC 시장용 3차원 가속기 개발을 위해 오번(Auburn)이라는 코드명으로 인텔, 칩스 앤드 테크놀로지스(나중에 인텔이 인수함)과 함께 조인트 프로젝트를 만들었다.
오번은 주로 AGP 인터페이스 이용의 장점을 활용하도록 설계되었으며, 당시 수많은 경재 3D 가속기(특히 3dfx)들은 여전히 PCI 연결을 사용하고 있었다. 시장의 다른 유사 장치와의 구별되는 AGP 버전의 카드라는 독특한 특징은 컴퓨터 시스템의 메인 RAM에 모든 텍스처를 유지하면서 디스플레이 프레임 버퍼를 위해 예외적으로 온보드 메모리를 사용하는 것이었다. 당시 대부분의 가속기들은 트라이앵글 셋업과 지오메트리 연산을 위해 중앙 처리 장치를 사용했고 그 다음 데이터를 카드로 가져와 텍스처 매핑과 바이리니어 필터링을 적용하였다. 이 데이터를 기억 장치에 남겨둠으로써, 또 데이터에 대해 그래픽 카드에 고성능 채널을 제공함으로써, 시스템의 전체 메모리 양을 줄이는 동시에 성능을 개선시킬 수 있는 것이다.
i740가 선보이기 전에 언론은 더 작은 업체들 모두가 시장에서 퇴출될 것이라는 의견을 냈다. 도입일이 다가오자 낮은 성능의 소문이 퍼지기 시작했다. 그럼에도 불구하고 권위자들은 이 제품이 출시되면 시장에 큰 영향을 미칠 것이라는 점에 지속적으로 동의하였다. 피터 글라스코스키는 "제조업체들 가운데 극소수가 인텔과 같은 [제조공장]에 대한 권한이 있으며 S3는 여기서 크게 패할 수 있다--그 제품은 퍼포먼스 시장에 판매되지 않는다. 인텔은 이 부분에서 S3와 겨룰 자원이 있으며 퍼포먼스가 있다."고 이야기했다. i740은 대량 단위로 1998년 2월 $34.50로 출시되었다.
AGP 텍스처 개념은 곧 설계상 큰 오류가 있음이 밝혀졌는데, 그 이유는 카드가 그래픽 카드 자체에 배치된 RAM보다 속도가 많게는 8배나 느린 채널을 통해 텍스처에 지속적으로 접근해야 했기 때문이다. AGP가 실제로 지오메트리 이동 성능을 개선하긴 했지만, 이보다 훨씬 큰 텍스처 사용의 증가에 의해 상쇄되었다. 실제 사용 시에는 부두2와 같은 기존 솔루션보다 훨씬 속도가 더 느린 것으로 입증되었고 엔비디아 리바128과 같은 더 느린 2D/3D 카드와 겨우 겨룰 수 있는 정도였다. 엔비디아 리바 TNT의 출시로 이러한 장점조차 사라져버렸다. 그 해 말까지 더 새로운 3차원 제품에 대한 벤치마크에서 그다지 언급되지 않다가 잊혀지게 되었다.
1999년 8월, 시장 출시 18개월이 되지 않아 인텔은 시장에서 i740을 철퇴시켰다. 9월 록히드는 "고객에 초점을 둔 조직 개편"을 발표하면서 자사의 수많은 부서를 정리했고 1999년 10월 1일 Real3D를 폐쇄하였다. (이는 1998년 말 Calcomp에 이은 것이다) 인텔은 진행 중인 일련의 법정 소송의 일부로 회사의 지식 재산권을 사들였으나 남아있던 최소한의 직원들을 해고하였다. 일부 직원은 인텔 안에서 계약자로 고용되었으나 대부분은 ATI에 고용되어 새 오피스로 이주하였다.
인텔은 i740을 타 기업에 판매했으며 일부 PCI 버전의 가속기도 제조했다. 이들은 AGP-to-PCI 브리지 칩을 사용했고 카드에 로컬로 텍스처를 저장하기 위해 더 많은 온보드 메모리를 갖추었으며 일부 성능 테스트에서는 AGP쪽보다 속도가 더 빨랐다.

## 이후
1999년 4월, 인텔은 i740의 뒤를 잇는 2개의 제품을 발표했다: i752 (코드명 Portola), i754 (코드명 Coloma). 개선점으로는 텍스처 매핑, 비등방성 필터링, MPEG-2 움직임 보상, DVI 지원이 포함되었다. 이 두 칩 모두 동일한 코어를 사용하며 유일한 차이점으로는 i752는 2× AGP 인터페이스를 사용하고 i754는 4× AGP 인터페이스를 사용한다는 점이다. 그러나 i754는 출시 전 취소되었으며 i752는 소량으로 출시되었다가 머지 않아 바로 단종되었는데 이 제품은 전작에 비해 약간의 성능 개선만 보였다.
i752, i754의 코어는 나중에 각각 인텔 810과 815 칩셋의 내장 그래픽스에 사용되었다. 인텔은 더 이상 i752 드라이버를 호스팅하지 않으며 i752 기반 카드 소유자에게 810 드라이버를 사용할 것을 권고한다.
2000년 9월 최종 취소된 다른 이후 제품은 비슷하게 좋지 않은 운명을 맞은 Timna 프로세서와 결합하여 사용될 GPU(코드명 Capitola)였다.

## 같이 보기
- 인텔 i750
- 인텔 그래픽 처리 장치 목록
- 인텔 칩셋 목록